# Lycée Saint-Georges (Le Cap)
Le Lycée Saint-Georges (Le Cap) (St. George's Grammar School) est une école privée mixte située à Mowbray, une banlieue de la ville du Le Cap,  dans le Cap-Occidental, en Afrique du Sud.

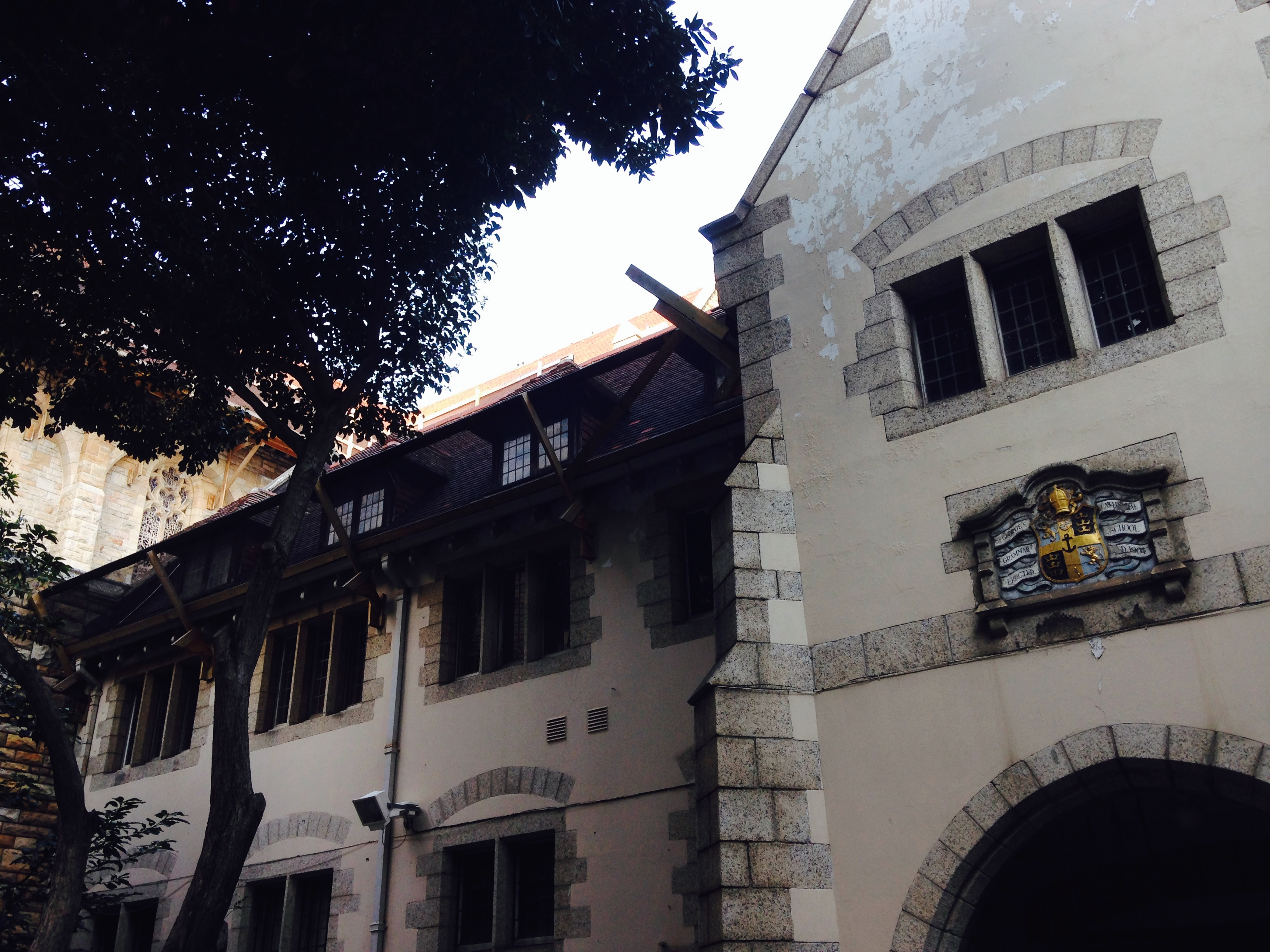
Lycée Saint-Georges Grammar School, Le Cap

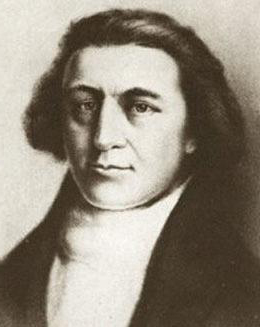
Robert Gray

## Historique
Historiquement, l'école a été fondée en 1848 par Robert Gray, le premier évêque anglican du Cap et était rattachée à la cathédrale Saint-Georges. C'est la plus ancienne école indépendante d'Afrique australe, adjacente à la cathédrale Saint-Georges. 

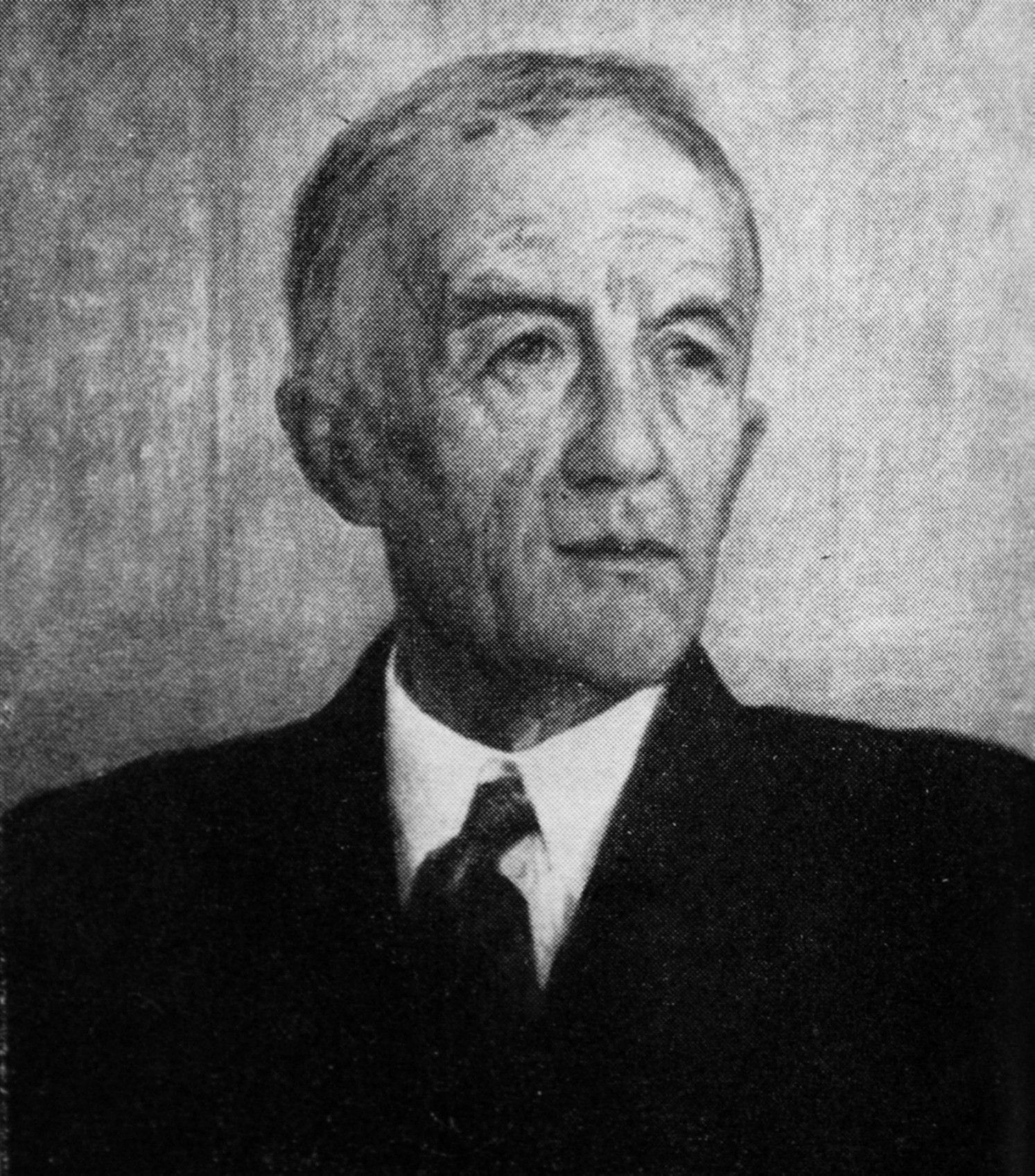
Herbert Baker

Conçue par l'architecte Herbert Baker, les bâtiments ont depuis été transférés à Mowbray. Le manque d'espace, notamment pour les terrains de sport ont incité à l'achat de dépendances dans le domaine de Bloemendal, ce qui a permis à l'école de développer ses propres infrastructures de sport. Le déménagement vers le campus actuel a été progressif et en 1979, l'école a cessé de fonctionner dans le bâtiment à deux étages situé à côté de la cathédrale Saint-Georges. Elle reste un site protégé en Afrique du Sud, référencé par la S.A.H.R.A. 
Un changement significatif s'est opéré avec l'ouverture de l'école aux élèves de couleur, puis en 1989, un autre changement important s'est produit avec l'admission des filles dans l' établissement qui était auparavant n'était réservé qu'aux garçons .

## Projet d'enseignement

### En8eet9eannée
1. Langue parlée à la maison en anglais

Afrikaans 1re langue supplémentaire ou isiXhosa 1re langue supplémentaire
1. Mathématiques
2. Sciences naturelles
3. Sciences sociales – Histoire et géographie
4. Arts créatifs (arts visuels et dramatiques)
5. Sciences de gestion économique
6. Orientation de vie, qui comprend l'éducation physique
7. Technologie

### En10e,11eet12eannée
1. Langue parlée à la maison en anglais
2. Afrikaans ou isiXhosa 1re langue supplémentaire
3. Mathématiques
4. Orientation de vie
5. Sciences physiques ou arts visuels ou études de consommation
6. Géographie ou études commerciales ou arts dramatiques
7. Sciences de la vie ou histoire ou ingénierie graphique et design

## Activités extra-scolaires

### Musique
À l'origine, la proximité de la cathédrale offrait aux élèves la possibilité de pouvoir se recueillir mais également d'y être  choristes. La tradition est encore de mise aujourd'hui, chaque enfant a ainsi, la possibilité de rejoindre la chorale dès son plus jeune âge. L'école préparatoire dispose également d'une chorale junior et d'une chorale senior. Les cours de chant, de théorie et d'appréciation de la musique sont partie intégrante du programme de musique de l'école préparatoire et il est possible de rejoindre le groupe Marimba ou l'ensemble à vent et les débuts d'un orchestre. Le chœur de la cathédrale Saint-Georges jouit d'une réputation internationale.

### Sports
Chaque élève est encouragé à  participer aux sports qui sont intégrés dans les programmes scolaires: le football, le tennis de table, la natation, le badminton, les échecs, le squash, le hockey (garçons et filles), le netball. L'école préparatoire propose, en outre, le cricket, la natation, le hockey, le football, le squash, le tennis, le cross-country et l'athlétisme.

## Anciens élèves célèbres
- Michael Brimer (en) (OG 1947) (né le 8 août 1933), pianiste, organiste, chef d'orchestre, compositeur, musicologue et universitaire.
- Roy Clare (OG 1966), amiral de la Royal Navy.
- Nigel Hawthorne, acteur anglais.
- Jack Plimsoll (OG 1935), joueur de cricket sud-africain qui a joué dans un test en 1947, contre l'Angleterre à Manchester.
- Barry Smith (organist) (en)
- Christopher Steytler (OG 1966), ancien juge de la Cour suprême d'Australie-Occidentale et président de la Cour d'appel